# Ronde van Zwitserland 2024 (vrouwen)
De 8e editie van de Ronde van Zwitserland voor vrouwen vond in 2024 plaats tussen 15 en 18 juni. Titelverdedigster was de Zwitserse Marlen Reusser, zij nam deze editie niet deel. De Nederlandse Demi Vollering was in deze editie de baas. Ze won drie van de vier etappes en twee van de vier klassementen. De Nieuw-Zeelandse Neve Bradbury won naast het jongerenklassement ook de derde etappe.

## Etappe-overzicht
| Etappe    | Datum   | Start             | Finish            | Type                | Afstand  | Winnaar        | Klassementsleider |
| --------- | ------- | ----------------- | ----------------- | ------------------- | -------- | -------------- | ----------------- |
| 1e etappe | 15 juni | Villars-sur-Ollon | Villars-sur-Ollon | Bergrit             | 58,6 km  | Demi Vollering | Demi Vollering    |
| 2e etappe | 16 juni | Aigle             | Villars-sur-Ollon | Individuele tijdrit | 15,7 km  | Demi Vollering | Demi Vollering    |
| 3e etappe | 17 juni | Vevey             | Champagne         | Heuvelrit           | 125,6 km | Neve Bradbury  | Demi Vollering    |
| 4e etappe | 18 juni | Champagne         | Champagne         | Heuvelrit           | 127,5 km | Demi Vollering | Demi Vollering    |

## Klassementenverloop
| Etappe      | Winnaar        | Algemeen klassement | Puntenklassement | Bergklassement | Jongerenklassement | Ploegenklassement   |
| ----------- | -------------- | ------------------- | ---------------- | -------------- | ------------------ | ------------------- |
| 1           | Demi Vollering | Demi Vollering      | Demi Vollering   | Elise Chabbey  | Gaia Realini       | Lidl-Trek           |
| 2           | Demi Vollering | Demi Vollering      | Demi Vollering   | Elise Chabbey  | Gaia Realini       | Lidl-Trek           |
| 3           | Neve Bradbury  | Demi Vollering      | Demi Vollering   | Elise Chabbey  | Neve Bradbury      | Lidl-Trek           |
| 4           | Demi Vollering | Demi Vollering      | Demi Vollering   | Elise Chabbey  | Neve Bradbury      | Canyon//SRAM Racing |
|             |                |                     |                  |                |                    |                     |
| Eindstanden | Eindstanden    | Demi Vollering      | Demi Vollering   | Elise Chabbey  | Neve Bradbury      | Canyon//SRAM Racing |

Mannen: 1933 · 1934 · 1935 · 1936 · 1937 · 1938 · 1939 · 1940 · 1941 · 1942 · 1943 · 1944 · 1945 · 1946 · 1947 · 1948 · 1949 · 1950 · 1951 · 1952 · 1953 · 1954 · 1955 · 1956 · 1957 · 1958 · 1959 · 1960 · 1961 · 1962 · 1963 · 1964 · 1965 · 1966 · 1967 · 1968 · 1969 · 1970 · 1971 · 1972 · 1973 · 1974 · 1975 · 1976 · 1977 · 1978 · 1979 · 1980 · 1981 · 1982 · 1983 · 1984 · 1985 · 1986 · 1987 · 1988 · 1989 · 1990 · 1991 · 1992 · 1993 · 1994 · 1995 · 1996 · 1997 · 1998 · 1999 · 2000 · 2001 · 2002 · 2003 · 2004 · 2005 · 2006 · 2007 · 2008 · 2009 · 2010 · 2011 · 2012 · 2013 · 2014 · 2015 · 2016 · 2017 · 2018 · 2019 · 2020 · 2021 · 2022 · 2023 · 2024 · 2025
Vrouwen: 1998 · 1999 · 2000 · 2001 · 2002-2020 · 2021 · 2022 · 2023 · 2024 · 2025
Tour Down Under ·
Cadel Evans Great Ocean Road Race ·
Ronde van de Verenigde Arabische Emiraten ·
Omloop Het Nieuwsblad ·
Strade Bianche ·
Ronde van Drenthe ·
Trofeo Alfredo Binda-Comune di Cittiglio ·
Brugge-De Panne ·
Gent-Wevelgem ·
Ronde van Vlaanderen ·
Parijs-Roubaix ·
Amstel Gold Race ·
Waalse Pijl ·
Luik-Bastenaken-Luik ·
Ronde van Spanje ·
Ronde van het Baskenland ·
Ronde van Burgos ·
RideLondon Classic ·
Ronde van Groot-Brittannië ·
Ronde van Zwitserland ·
Ronde van Italië ·
Ronde van Frankrijk ·
GP de Plouay-Bretagne ·
Ronde van Romandië ·
Simac Ladies Tour ·
Ronde van Chongming ·
Ronde van Guangxi
Afgelaste wedstrijden: Ronde van Scandinavië